# 田宮五郎
田宮 五郎（たみや ごろう、1967年〈昭和42年〉1月13日 - 2014年〈平成26年〉11月6日）は、日本の俳優。本名、柴田 英晃（しばた ひであき）。旧芸名、田宮 英晃（たみや ひであき）。
東京都出身。東京農業大学農学部畜産学科卒業。身長186cm。スリーサイズはB97・W87・H104。靴のサイズは29cm。趣味・特技はトロンボーン、ピアノ。
父は俳優の田宮二郎。母は元女優の藤由紀子。兄は俳優・教師の柴田光太郎。離婚歴あり（詳細は後述）。芸名の姓は父親の芸名「田宮二郎」、名は父の本名「吾郎」にちなんでいる。

## 略歴
2006年2月、高瀬プロダクションに所属、芸能界入りし、同年7月1日、NHK土曜ドラマ『人生はフルコース』で芸能界にデビュー。2007年3月、ABeBe（現・アベベネクスト）に移籍。2011年、キャストパワーに移籍。主にテレビドラマで活躍。
目の表情、ゆっくりした話し方など父・二郎の面影を髣髴とさせる。またその容貌も、父親譲りの甘いマスクにニヒルな影を漂わせ、186cmという長身に恵まれて、多くの体験を積み人間的深みを得た俳優としてこれからが大いに期待されていたが、2012年4月にくも膜下出血で倒れ、病気療養の末に2014年11月6日に急死。享年47。
- 2006年2月 - 高瀬プロダクションに所属、芸能界入り。本格的に俳優として活動を開始[6]。
- 2006年7月1日 - 田宮英晃名義で、土曜ドラマ『人生はフルコース』で芸能界デビュー。
- 2007年3月 - ABeBeに移籍、芸名を田宮五郎に改名[7]。
- 2011年 - キャストパワーに移籍。
- 2012年4月12日 - クモ膜下出血を発症。
- 2014年11月6日 - 死去。

## 人物
幼少時から俳優を志していたが、「俳優になるなら人間を知ってから」との父・二郎の遺言を守り、大学在学中から日本語教師や住み込みの新聞配達、料理人、大工、造園業、司法書士事務、記者など60種類以上に及ぶ職業を経験。記者としては1997年に女子プロレスラーデビュー時の千春の密着取材も担当している。飲食業では2002年6月から2003年4月まで大田市場正門前にて「喰処かぶき」を経営。
28歳の時に中尾彬の姪と結婚したものの約8年後に離婚。元妻との間に1女をもうけている。
2006年、39歳の時に「田宮英晃」名義で『人生はフルコース』コック役で俳優デビュー、その時の「TVフェイス」『朝日新聞』7月15日付朝刊、12版、23面によると、子どもの頃から二郎に「俳優は演じる役の本質を分からなくてはだめだ」と言われてきて、前述の通りに二郎の言葉を身を持って体験するために十指に余る職業を経験。遅い俳優デビューは二郎の遺言を最上級に完璧を目指した結果でもあり、「単なる二枚目でなく、悪の部分を表現できる俳優」の二郎を目標として、初演技で俳優に必要なのは「精神の筋肉」と知って、「それには場数を踏むこと。僕には時間がないので何でもやります」と語っている。その後、ラジオドラマ『青春アドベンチャー ウォーターマン』にケビン役で、テレビドラマ『功名が辻』に黒田長政役でそれぞれ出演。
2007年3月13日、父の没年齢に近づき、ついに「急がなければ」と、本格的に俳優活動をすることを宣言し、芸名を「田宮五郎」に改名する。TBSドラマ『孤独の賭け〜愛しき人よ〜』で、伊藤英明演じる主人公とライバル関係になる投資ファイナンス会社常務という冷徹なビジネスマン役での大役に抜擢され注目される。31日にはTBS『オールスター感謝祭'07 超豪華!クイズ決定版』の「赤坂5丁目ミニマラソン」にも参加9位。
2009年、『水戸黄門』に出演。同作品の撮影見学に訪れていた劇作家・脚本家・演出家・作曲家・俳優・映画研究者・振付師の大野裕之によると、「周りに気を使われる方」だったという。
2012年4月12日、東京都内の自宅で役作りのため筋力トレーニング中にクモ膜下出血で倒れて緊急搬送され、翌13日に8時間に及ぶ手術を受けた。術後の4日間は昏睡状態が続き生死の境をさまよったが、その後左半身に麻痺が残りリハビリを開始するまでに回復した。五郎には腎臓病による高血圧の持病があったという。しかし、レギュラー出演していた『七人の敵がいる! 〜ママたちのPTA奮闘記〜』は途中降板した（代役は冨家規政が務めている）。
同年7月にはリハビリ専門病院に転院、12月には退院した事が報じられている。車いすの使用から杖を使っての歩行が可能になったという。退院の際には交際していることが判明した浅野ゆう子も付き添っている。復帰を目指して今後もリハビリを継続する、としていた。
2014年11月2日、早朝に交際中の浅野の自宅でクモ膜下出血で倒れ、東京都内の病院に入院していたが、浅野に看取られ11月6日未明に死去した。47歳没。

## 出演

### テレビドラマ
- 土曜ドラマ 人生はフルコース（2006年、NHK）コック 役
- 大河ドラマ 功名が辻（2006年、NHK）黒田長政 役
- 新春ワイド時代劇 忠臣蔵 瑤泉院の陰謀（2007年1月2日、テレビ東京）小林平八郎 役
- 孤独の賭け〜愛しき人よ〜（2007年、TBS）氷室健二 役
- 千の風になって ドラマスペシャル ゾウのはな子（2007年、フジテレビ）浅倉勝治 役
- 水曜ミステリー9 農家の嫁は弁護士!神谷純子のふるさと事件簿4・湯殿山メノウ石殺人事件（2007年10月20日）吉田圭吾 役
- 日曜洋画劇場特別企画 敵は本能寺にあり（2007年、テレビ朝日）斎藤利三 役
- 土曜ワイド劇場（テレビ朝日）
  - 炎の警備隊長・五十嵐杜夫6・完全密室ビル美女殺人!（2007年10月20日）鮫島刑事 役
  - 女警察署長（2009年5月）速水警部補 役
- 幻十郎必殺剣 第4話「ふたつの顔の女」（2008年、テレビ東京）
- 日本テレビ開局55周年記念ドラマ 東京大空襲（2008年、日本テレビ） - 島田医師 役
- 日本テレビ開局55周年記念ドラマ 霧の火 樺太・真岡郵便局に散った九人の乙女たち（2008年、日本テレビ）老人ホーム職員 役
- ドラマスペシャル 暴れん坊将軍（2008年、テレビ朝日）氷室半蔵 役
- 必殺仕事人2009 第1話「一刀両断」（2009年、テレビ朝日）野崎吉右衛門 役
- 水戸黄門（TBS）
  - 第39部 第13話「強い女房に弓ひくな!・都城」（2009年）湯浅蔵人 役
  - 第40部 第1話「陰謀暴き、いざ北へ!終わりなき世直しの旅・水戸・江戸」（2009年）河合曽良 役
  - 第40部 第5話「美人剣士の婿選び・山形」（2009年）河合曽良 役
  - 第40部 第13話「荒海越える恋!男を変えた女の純情・出雲崎」（2009年）河合曽良 役
  - 第40部 第17話「暴かれた芭蕉の正体!?・山中」（2009年）河合曽良 役
- 官僚たちの夏（2009年、TBS）大蔵省課長 役
- 金曜プレステージ ホストの女房（2009年、フジテレビ）
- ドラマスペシャル 女刑事・音道貴子〜凍える牙（2010年1月30日、テレビ朝日）山下刑事 役
- 新・警視庁捜査一課9係 season2 第7話「聴かれた殺人」（2010年8月11日、テレビ朝日）浅井光太郎 役
- 仮面ライダーオーズ/OOO 第13・14話（2010年12月5日・12日、テレビ朝日）野村医師 役
- ドラマW 同期 （2011年2月20日、WOWOW）仁志和也 役
- 七人の敵がいる! 〜ママたちのPTA奮闘記〜 第22 - 35話（2012年、東海テレビ）葉山太郎 役

### ラジオドラマ
- 青春アドベンチャー ウォーターマン（2006年、NHK-FM）ケビン 役
- 金光教の時間ラジオドラマ平成25年度分 柴田壽子脚本『こんにちは、金光さま』第5回片岡次郎四郎（20代） 役、第8回佐助（20代） 役　金光教の時間（2013年、ニッポン放送）

### 映画
- カンナさん大成功です!（2009年）結城真一郎 役
- カムイ外伝（2009年）庭瀬昌信 役

### その他のテレビ番組
- オールスター感謝祭'07 超豪華!クイズ決定版 優勝商品として自動車「アルファロメオ159」露出（2007年3月31日、TBSテレビ）解答者 - 赤坂5丁目ミニマラソンにも出場。
- こんなステキなにっぽんが「りんごの花　咲くころ〜青森市〜」（2008年6月15日、NHK BSハイビジョン）旅人[22]